# Baron Capell

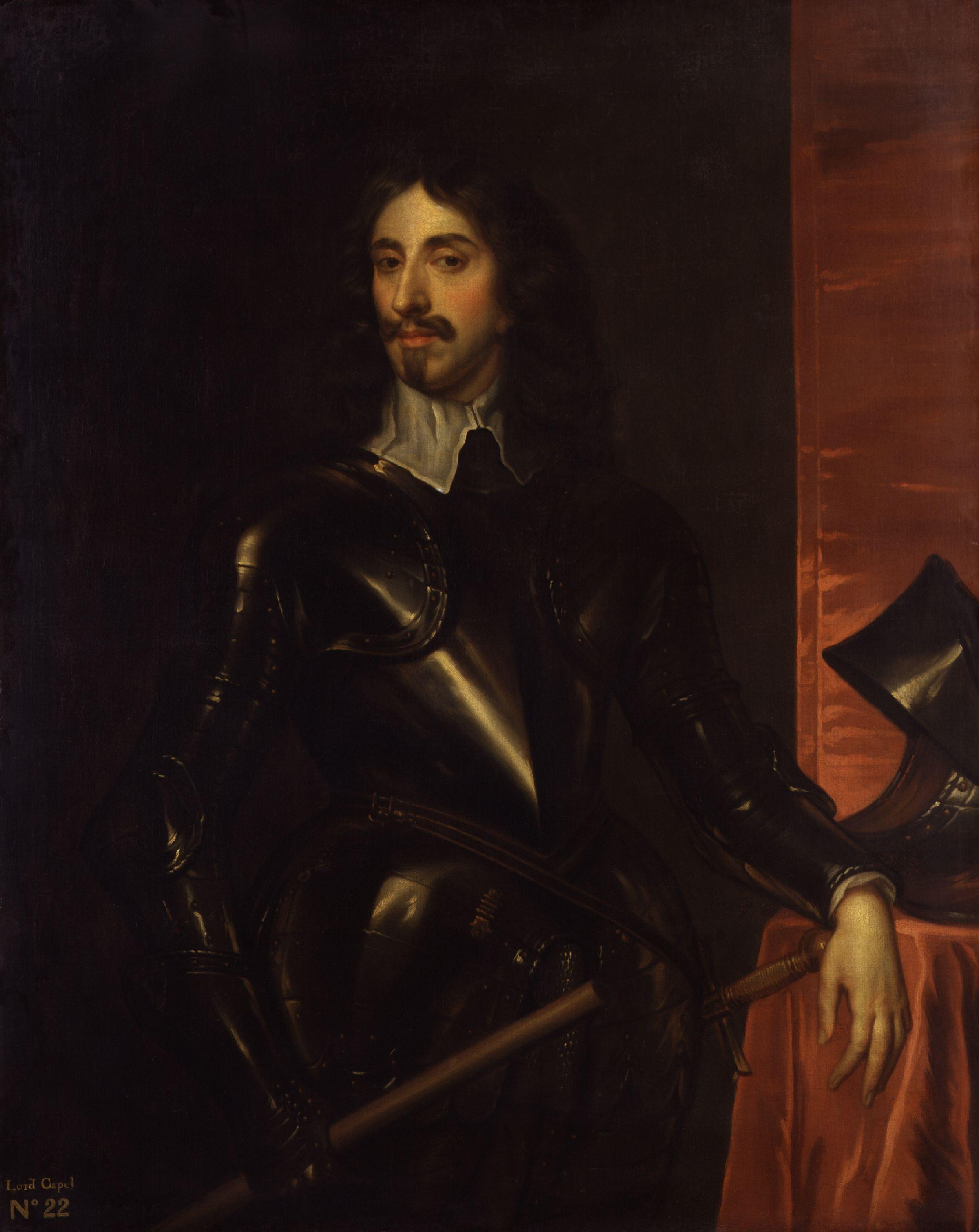
Arthur Capell, 1. Baron Capell

Wappen der Familie Capell

Baron Capell ist ein erblicher britischer Adelstitel, der zweimal in der Peerage of England vergeben wurde.

## Verleihungen
Am 5. August 1641 wurde durch Letters Patent der Titel Baron Capell, of Hadham in the County of Hertford, an Arthur Capell verliehen. Sein ältester Sohn, der 2. Baron, wurde am 20. April 1661 zum Earl of Essex und Viscount Malden, of Malden in the County of Essex, erhoben. Die Baronie ist bis heute ein nachgeordneter Titel des Earldoms.
Dem jüngeren Sohn des 1. Barons Capell of Hadham, Henry Capell, wurde am 11. April 1692 durch Letters Patent der Titel Baron Capell, of Tewkesbury in the County of Gloucester, verliehen. Der Titel erlosch, als er 1696 kinderlos starb.

## Liste der Barone Capell

### Barone Capell of Hadham (1641)
- Arthur Capell, 1. Baron Capell (1604–1649)
- Arthur Capell, 1. Earl of Essex, 2. Baron Capell (1631–1683)
- Algernon Capell, 2. Earl of Essex, 3. Baron Capell (1670–1710)
- William Capell, 3. Earl of Essex, 4. Baron Capell (1697–1743)
- William Capell, 4. Earl of Essex, 5. Baron Capell (1732–1799)
- George Capell, 5. Earl of Essex, 6. Baron Capell (1757–1839)
- Arthur Capell, 6. Earl of Essex, 7. Baron Capell (1803–1892)
- George Capell, 7. Earl of Essex, 8. Baron Capell (1857–1916)
- Algernon Capell, 8. Earl of Essex, 9. Baron Capell (1884–1966)
- Reginald Capell, 9. Earl of Essex, 10. Baron Capell (1906–1981)
- Robert Capell, 10. Earl of Essex, 11. Baron Capell (1920–2005)
- Paul Capell, 11. Earl of Essex, 12. Baron Capell (* 1944)

Mutmaßlicher Titelerbe (Heir Presumptive) ist ein Cousin vierten Grades des aktuellen Titelinhabers, William Jennings Capell (* 1952).

### Barone Capell of Tewkesbury (1692)
- Henry Capell, 1. Baron Capell (1638–1696)